# 赵卫
赵卫（1957年—），白族，中华人民共和国美术家、政治人物，中国国家画院艺术委员会委员、创作研究部主任，第十一届全国政协委员。
2008年，当选第十一届全国政协委员，代表文化艺术界，分入第二十八组。并担任教科文卫体委员会专委。
2018年1月，当选第十三届全国政协委员。